# Aulla
Aulla (Aùla nel dialetto della Lunigiana) è un comune italiano di 10 855 abitanti  della provincia di Massa-Carrara in Toscana. È situato nella storica regione della Lunigiana.

## Geografia fisica
Aulla si trova in Toscana, nella zona conosciuta come Lunigiana, a pochissimi chilometri dal confine con la Liguria. Il paese si trova in una posizione strategica alla confluenza del torrente Aulella nel fiume Magra, dove la vallata si restringe notevolmente, chiusa tra le colline circostanti. Per questi motivi, d'inverno è quasi sempre presente la nebbia, mentre d'estate il caldo umido diviene spesso insopportabile.
La città di Aulla è da sempre stata un naturale crocevia tra le vie di comunicazione che conducono ai passi della Cisa e del Cerreto, dall'antichità - il paese si trova infatti sul percorso della Via Francigena - sino ai giorni nostri, concentrando in poco spazio il transito di un'autostrada (la A15 Parma-La Spezia), due strade statali (la SS 62 del Passo della Cisa e la SS 63 del valico del Cerreto) e due linee ferroviarie, la Parma-La Spezia e la Aulla-Lucca. La particolare conformazione territoriale determina, durante la stagione fredda, la costante presenza di nebbia mattutina, mentre, in estate, il caldo presenta un tasso di umidità molto elevato.
- Diffusività atmosferica: media, Ibimet CNR 2002

## Storia
Già insediamento romano, nel VII secolo a Bibola, sulla collina che sovrasta Aulla, sorgeva un kastron bizantino a difesa del porto di Luni. Nel Medioevo la città crebbe notevolmente in relazione all'antica Via Francigena, che, attraverso l'intera Lunigiana, transitava per Aula in direzione del passo della Cisa. Nell'itinerario del viaggio di Sigerico la città rappresentava la XXX tappa e, dall'arcivescovo di Canterbury, era definita Aguilla.

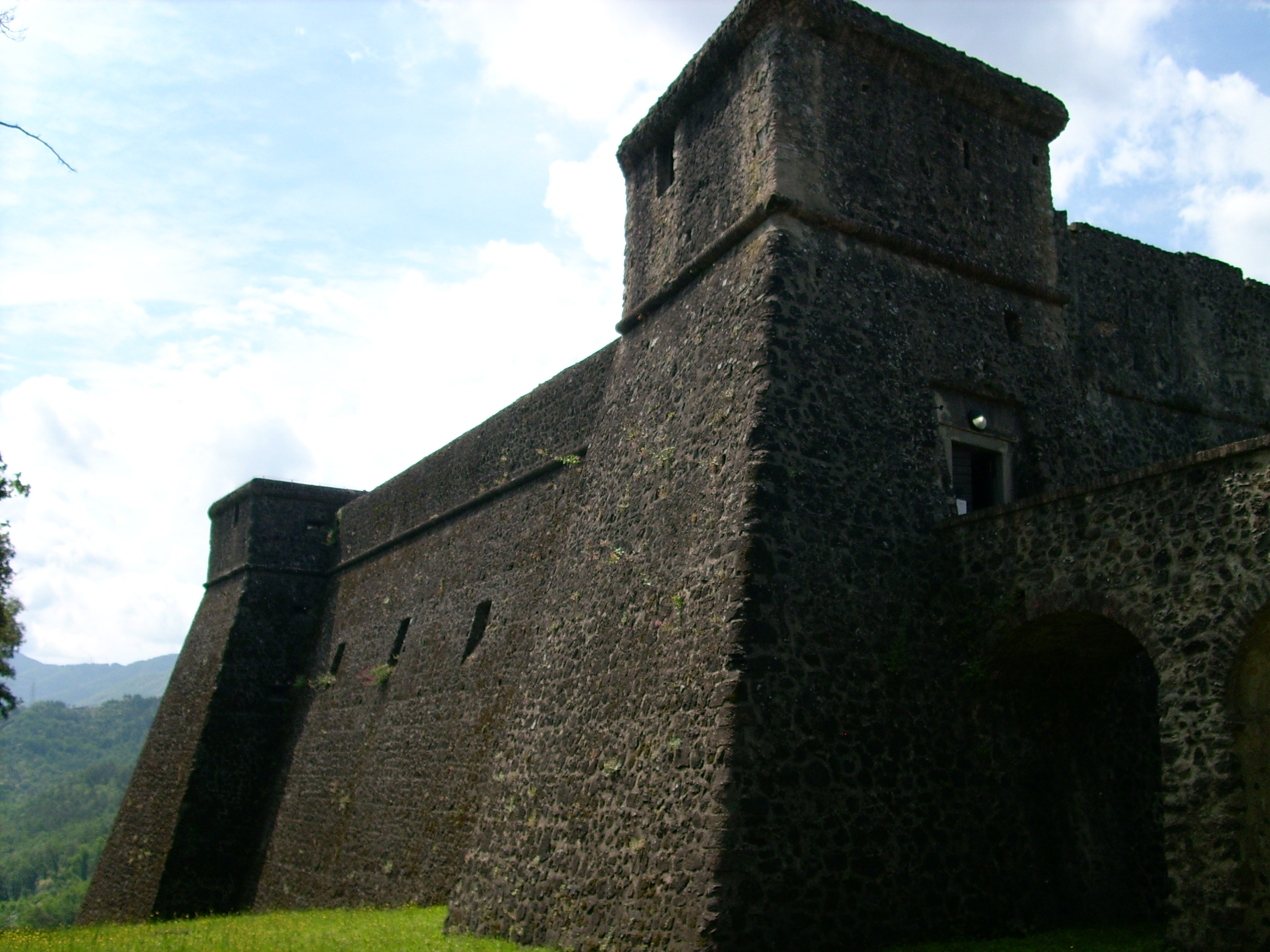
La fortezza della Brunella, edificata da Giovanni delle Bande Nere.

Importante via di comunicazione di origine romana era anche la strada delle cento miglia, che, dal porto di Luni, conduceva a Parma, attraversando il territorio e dirigendosi al Malpasso, oggi passo del Lagastrello. Nel 1522 Giovanni de' Medici, celebre come Giovanni delle Bande Nere, acquistò il feudo di Aulla dai Malaspina. Il condottiero progettava di creare un proprio Stato personale nel nord della Toscana.
Fece edificare la fortezza della Brunella, ma l'opposizione di parte della popolazione lo spinse a rivendere il feudo. 
Aulla fu nuovamente ceduta dai Malaspina nel 1543, questa volta alla genovese famiglia Centurione, che, con Adamo, la rese un marchesato indipendente. Il borgo divenne, quindi, una piazzaforte sotto l'influenza genovese.
Nel 1706, spodestati i Centurione, lo staterello venne ceduto ai Malaspina di Podenzana, che nel 1710 l'annetterono, dopo aver versato alla Camera dell'Impero trentamila fiorini; i Malaspina vi governarono, così, fino al 1797. 
Caduto Napoleone, con la Restaurazione Aulla entrò a far parte del Ducato di Massa, retto da Maria Beatrice d'Este; alla morte della sovrana, avvenuta nel 1829, i territori del ducato massese furono inglobati nel Ducato di Modena, Aulla compresa.
Nel 1860 fu annessa al Regno di Sardegna. A partire dall'anno seguente, con la proclamazione del Regno d'Italia, seguì le vicende del nuovo Stato unitario. Nel 1870 ricevette dal disciolto comune di Albiano la frazione di Caprigliola, e nel 1881 la frazione di Albiano, staccata dal comune di Podenzana.
La città di Aulla venne duramente provata dal secondo conflitto mondiale e per questo fu insignita della medaglia d'oro al valor civile. Fu liberata, il 24 aprile 1945, dai reparti partigiani del battaglione Val di Vara, comandati da Daniele Bucchioni, al quale fu conferita, nel dopoguerra, la cittadinanza onoraria della città.
Il 25 ottobre 2011 un violento maltempo ha colpito il Levante ligure (bassa e media Val di Vara, Val di Magra e Cinque Terre) e la Lunigiana con esondazioni, danni, vittime e dispersi in diverse località del territorio ligure e toscano. Tra i comuni più colpiti figura anche Aulla e frazioni, dove le precipitazioni intense hanno provocato lo straripamento del fiume Magra, che, invadendo con le sue acque gran parte della città, ha causato la morte di due persone — vittime ufficializzate dalla prefettura di Massa-Carrara — e molteplici danni alle abitazioni, alle attività commerciali, ai collegamenti stradali e agli impianti elettrici, idrici e gas. È andata distrutta la biblioteca comunale con quasi tutto il suo patrimonio e la scuola elementare.

### Simboli
Lo stemma è stato concesso con regio decreto del 23 luglio 1926.
La rosa bianca si ricollega all'abbazia benedettina di San Caprasio, fondata da Adalberto I di Toscana il 27 maggio 884 e successivamente data in commendam alla famiglia dei Centurione di Genova. Essi avevano come emblema la rosa di macchia al naturale che divenne quindi prima simbolo dell'abbazia, attraverso i successivi abati commendatari appartenenti alla famiglia, e poi del Comune.
Nel 1991, in occasione della concessione del titolo di città, lo scudo è stato ridisegnato nella forma sannitica regolamentare e timbrato dalla corona del rango di città.
Il gonfalone, concesso con R.D. del 5 settembre 1929 è un drappo di rosso.

## Monumenti e luoghi d'interesse

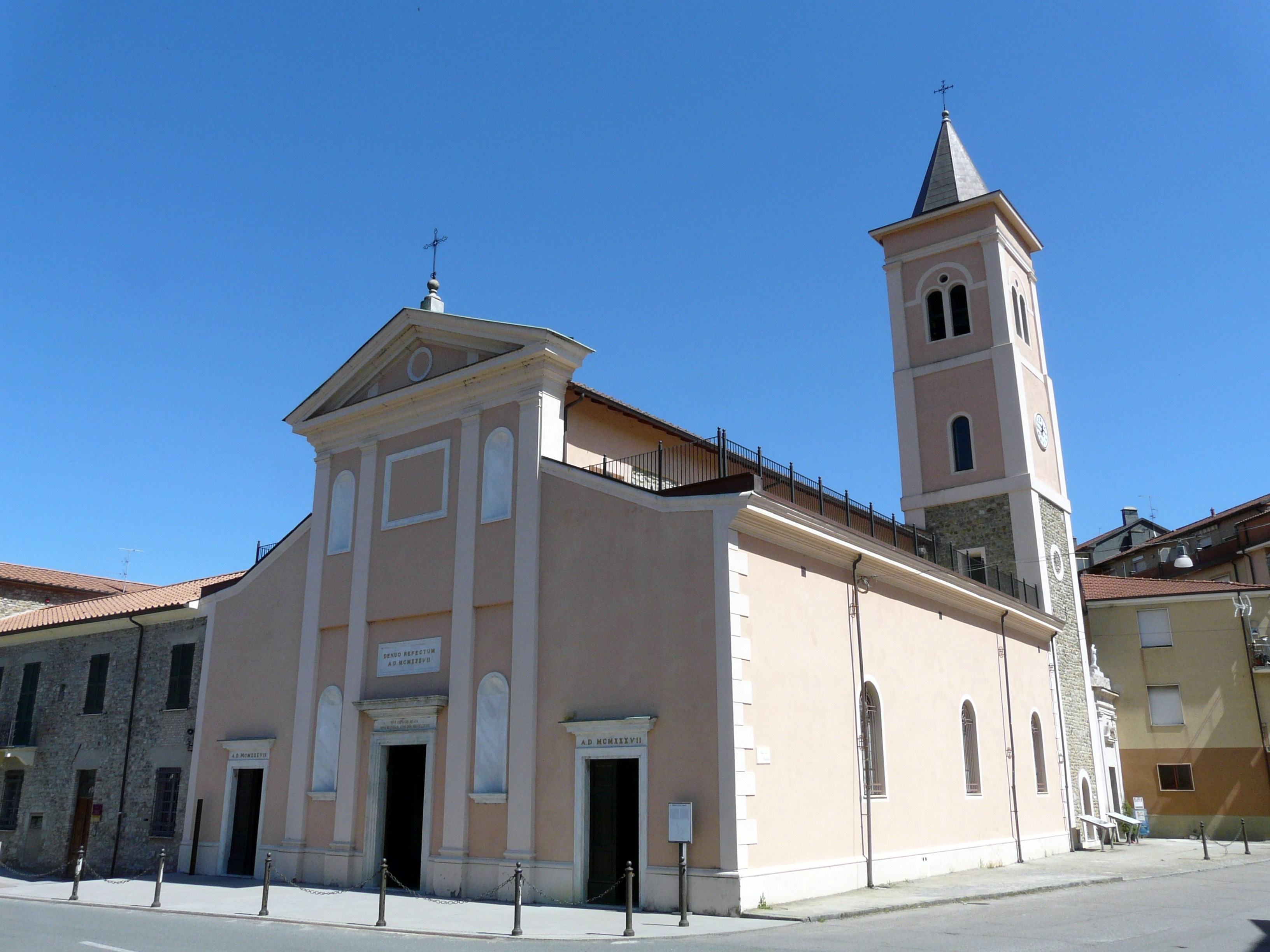
Il complesso dell'abbazia di San Caprasio

La città di Aulla è sovrastata dalla collinetta della Brunella e dalla sua fortezza.
Della città sono conosciute le Scale di Padre Pio, i giardini pensili del Comune e gli scavi archeologici presso l'antica abbazia di San Caprasio, che hanno riportato alla luce molti artefatti antecedenti di alcuni secoli, tra cui è famoso il capitello con il volto del diavolo che mangia un giglio.
I principali siti di interesse culturale del comune di Aulla sono:
- La fortezza della Brunella
- Il centro storico di Aulla
- L'abbazia di San Caprasio (nel centro della città)
- La casa dei natali di Napoleone Bonaparte (Stadano Bonaparte)
- Il centro storico di Caprigliola.
- Il santuario della Madonna degli Angeli (ad Arforara)
- La chiesa di San Martino (ad Albiano)
- La chiesa di Sant'Antonio Abate (ad Albiano)
- La chiesa di San Jacopo (a Canova)
- La chiesa di San Niccolò (a Caprigliola)
- La chiesa di San Tommaso (a Pallerone)
- Il castello di Pallerone (a Pallerone)

Il comune ha acquisito notorietà anche per alcuni monumenti in marmo di Carrara, eretti nei primi anni 2000 sotto l'amministrazione di Lucio Barani e dedicati a coloro che egli definì "vittime della giustizia":
- il monumento a Bettino Craxi, prima statua del leader politico mai eretta in Italia e al mondo, che troneggia a lato del municipio - la piazzetta antistante gli è a sua volta intitolata;
- il monumento a Marco Pantani "vittima della giustizia sportiva", sotto forma di una specie di meridiana, collocata in una piazza con la medesima intitolazione;
- il monumento alle "vittime di Tangentopoli, in piazza Gramsci, che ha la forma di un obelisco e reca sul basamento frasi di Craxi, Sergio Moroni e dello stesso Barani.

## Via Francigena
Aulla costituiva la XXX tappa dell'itinerario di Sigerico della Via Francigena: presso l'abbazia di san Caprasio, nominato patrono dei pellegrini della Via Francigena, sono visitabili gli scavi archeologici e il museo del pellegrino. I pellegrini possono qui trovare ospitalità prima di affrontare il tratto in sicurezza e per il 90% su strada sterrata Aulla-Sarzana, percorribile in sei ore.
Dal passo della Cisa a Sarzana il percorso francigeno è segnalato con tracce CAI e tabelle ministeriali.

## Società

### Evoluzione demografica
Abitanti censiti

## Cultura

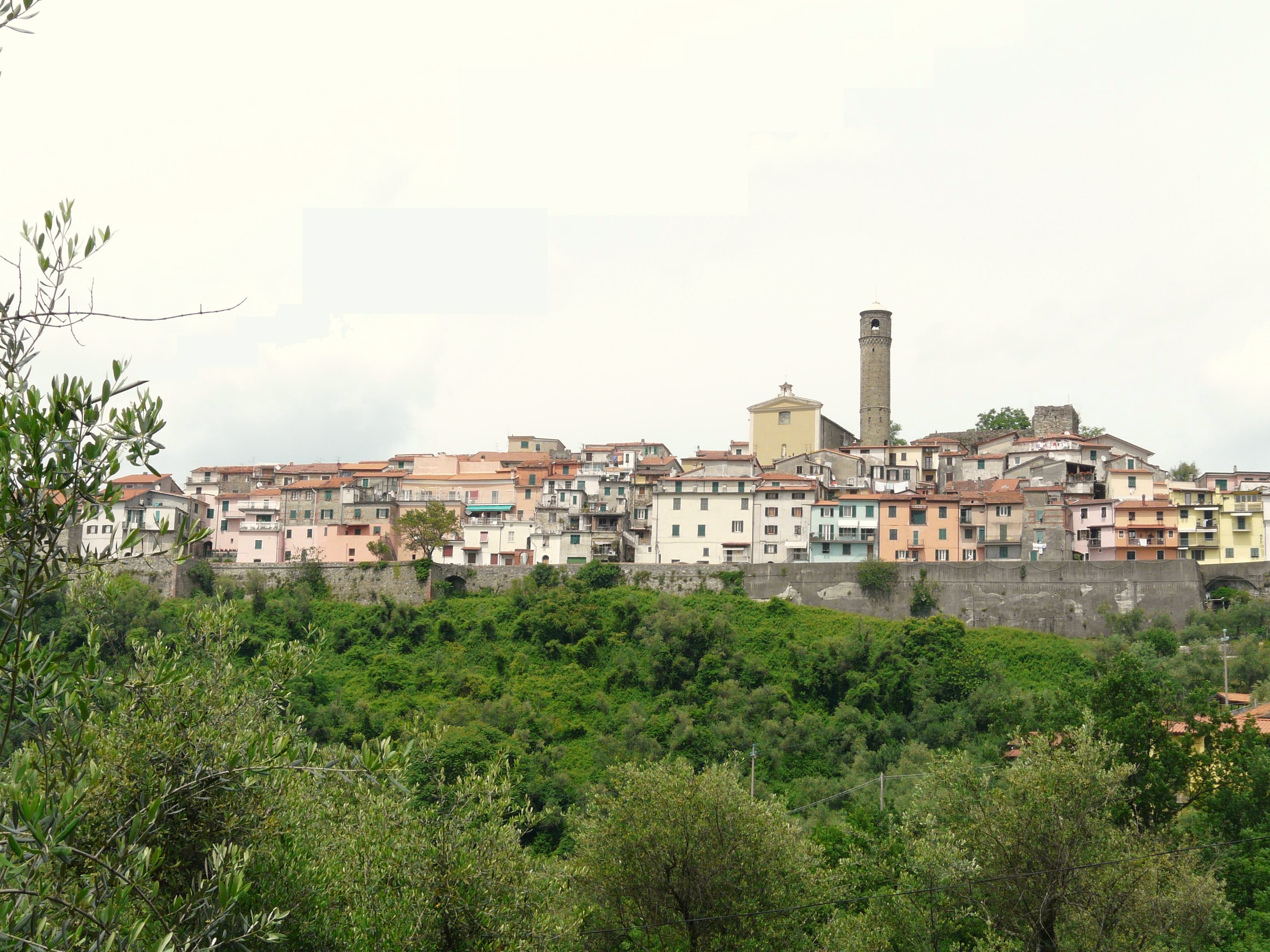
Il borgo di Caprigliola tra Liguria e Toscana

### Cucina
Fra i piatti tipici più rappresentativi della zona troviamo le focaccette, i testaroli ed i panigacci. Inoltre, nel suo territorio si produce il vino DOP Colli di Luni rosso ed il rinomato vino da dessert (perseghìn).

### Eventi
La città organizza eventi ricorrenti ogni anno, come il Palio della Rosa, che consiste in una serie di prove disputate fra contrade costituite dalle frazioni in cui il comune di Aulla è diviso. Un altro evento molto importante è il Premio Lunezia, importante festival dedicato a cantautori e cantautrici, che ogni anno premia e fa esibire personaggi celebri: solo per citarne alcuni, Caparezza, Ligabue, Elisa, Anna Oxa, Vinicio Capossela, Claudio Baglioni, i Negramaro, gli Stadio - questi ultimi tre hanno preso parte all'edizione dell'anno 2006.
Il patrono San Caprasio viene festeggiato ogni anno il 1º giugno e, alle celebrazioni religiose, si unisce la fiera, che per tutta la giornata si svolge tra le vie centrali della città. Nel corso dell'anno si svolgono altre due fiere: la cosiddetta Fiera di Primavera il 22 marzo e una terza, che si tiene il primo sabato di settembre, in onore di San Severo. Aulla venera infatti anche quest'ultimo santo, seppur in modo minore.
Una sagra importante per Aulla è la sagra della focaccetta (fugaceta in dialetto locale), che si svolge durante l'estate nel borgo di Vaccareccia. Le focaccette, piccole focacce cotte nei testi e destinate ad essere riempite di formaggi e salumi, rappresentano una pietanza tipicamente aullese. Un'altra sagra molto importante solitamente organizzata in estate è la sagra del panigaccio, che si svolge a Podenzana.
Dal 1993 Aulla elegge il primo sindaco dei ragazzi di Italia, con tanto di elezioni comunali aperte solo ai minori di 18 anni. Il primo eletto è stato Achille Fiorentini, all'età di 13 anni.
Aulla è il primo Comune italiano ad avere dedicato un indirizzo civico al titolo di una canzone, a 
Giugno 2021 è stata inaugurata Piazza "Smisurata Preghiera", brano di Fabrizio De Andrè vincitore del Premio Lunezia 1997 per le qualità musical-letterarie. 
L'iniziativa ha avuto l'encomio del Ministero della Cultura.

## Geografia antropica
Le frazioni del comune di Aulla sono: Albiano Magra, Bibola, Bigliolo, Canova, Caprigliola, Gorasco, Olivola, Pallerone, Quercia, Serricciolo, Vecchietto.
Altre località minori sono quelle di Bettola, Calamazza, Chiamici, Filanda, Lizzano, Malacosta, Piano di Bibola, Pomarino, Ragnaia, Ripa di Quercia, Sannaco, Stadano Bonaparte, Vaccareccia, Valenza, Venezia di Albiano.
La località di Stadano Bonaparte deve il suo nome alle origini della dinastia di Napoleone, che vengono fatte risalire proprio a questi luoghi. La località è raggiungibile dalla Strada statale 62 della Cisa, imboccando un bivio sul lato sinistro della strada dopo la frazione di Caprigliola per chi proviene da Santo Stefano di Magra; tale bivio è invece sulla destra per coloro che provengono da Aulla, e si trova dopo aver oltrepassato il santuario della Madonna degli Angeli.

## Economia
Aulla è il maggior centro commerciale e industriale della Lunigiana, con numerosi supermercati e grandi magazzini che attirano un elevato numero di acquirenti da tutta la vallata. Strade, piazze e viali moderni conducono facilmente al centro della città e concorrono, insieme alla posizione strategica, a renderla un importante luogo di commercio.
Il centro cittadino brulica di negozi, molti dei quali sono di recente costruzione, e supermercati. Fuori dal centro sono presenti numerose industrie: della carta, delle munizioni, della trasformazione dei prodotti agricoli, dei laterizi e dei materiali da costruzione.

## Infrastrutture e trasporti

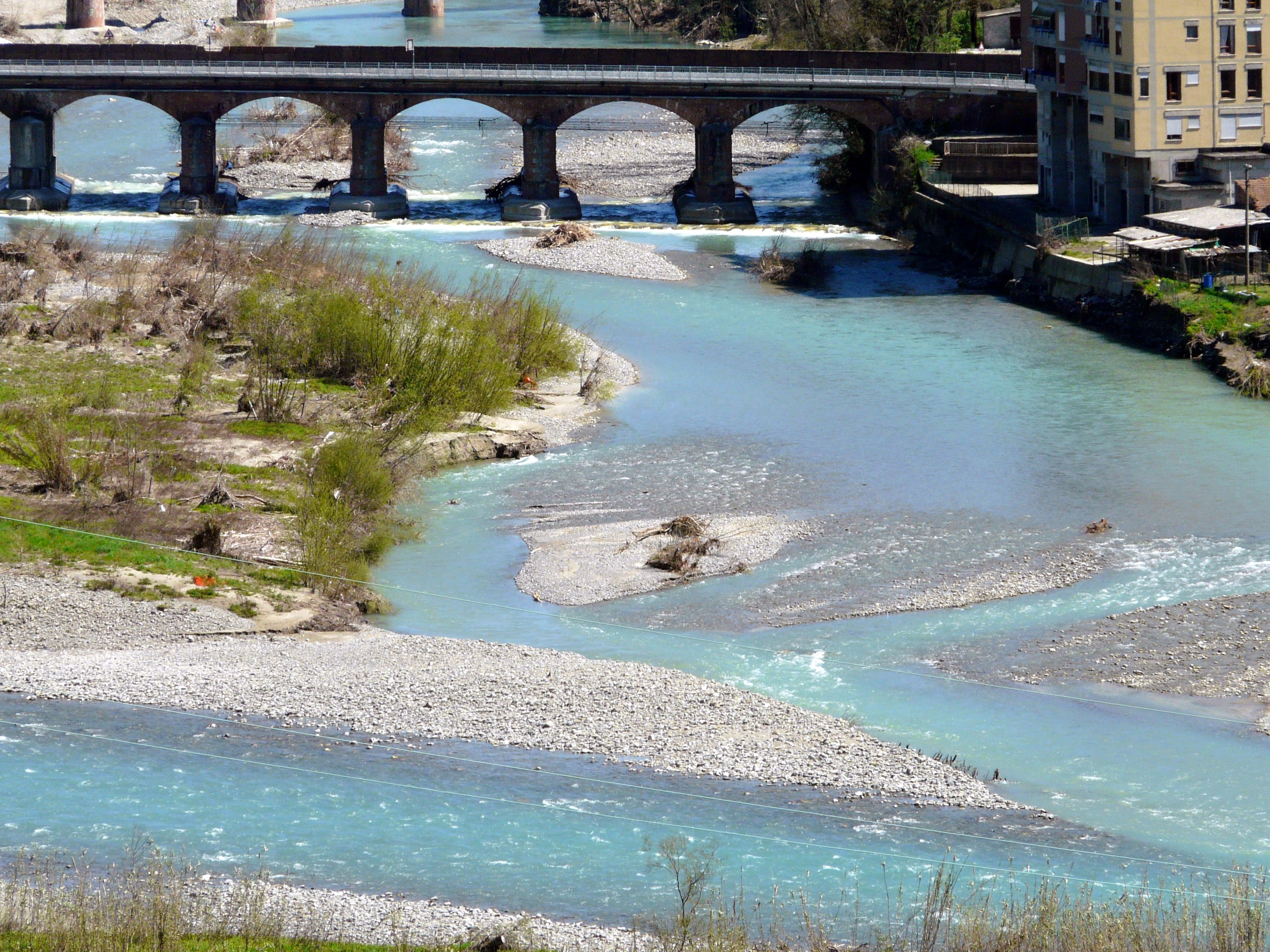
Il torrente Aulella con il ponte della Strada della Cisa e che una volta ospitava anche il tracciato della ferrovia Pontremolese, dismesso nel 2005.

### Strade
Aulla può essere raggiunta in auto grazie all'omonimo casello presente sull'Autostrada A15 Parma-La Spezia. La città è inoltre un importante crocevia tra la Strada statale 62 della Cisa e la Strada statale 63 del Valico del Cerreto.

### Ferrovie

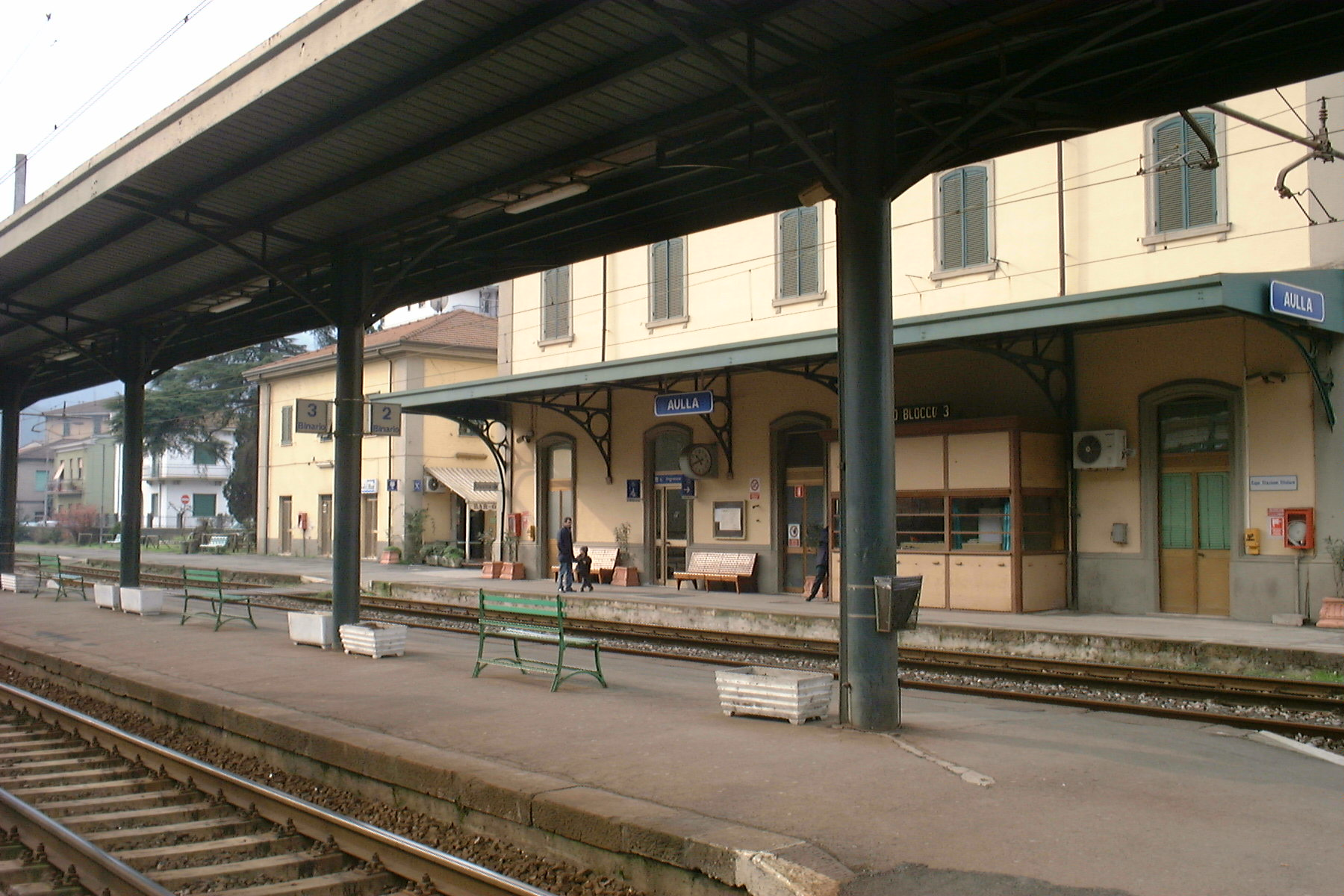
La vecchia stazione nel 2001
sette anni prima della dismissione

La città è servita dalla stazione ferroviaria di Aulla Lunigiana, posta sulla ferrovia Pontremolese e capolinea della linea della Garfagnana. 
La stazione fu attivata nel 2005, sostituendo il vecchio tracciato della Pontremolese su cui era posta la precedente stazione, dismessa definitivamente tre anni dopo con lo spostamento della linea Lucca-Aulla verso la nuova stazione, situata nel centro cittadino e risalente al XIX secolo.
In passato, nel territorio comunale di Aulla furono attive altre tre stazioni ferroviarie: Caprigliola-Albiano, sulla Pontremolese, Pallerone (chiusa al traffico) e Serricciolo, sulla linea della Garfagnana.

## Amministrazione
Di seguito è presentata una tabella relativa alle amministrazioni che si sono succedute in questo comune.
| Periodo           | Periodo           | Primo cittadino      | Partito                      | Carica              | Note   |
| ----------------- | ----------------- | -------------------- | ---------------------------- | ------------------- | ------ |
| 28 dicembre 1987  | 8 agosto 1990     | Roberto Accorsi      | Partito Socialista Italiano  | Sindaco             | [ 14 ] |
| 8 agosto 1990     | 24 aprile 1995    | Lucio Barani         | Partito Socialista Italiano  | Sindaco             | [ 14 ] |
| 24 aprile 1995    | 14 giugno 1999    | Lucio Barani         | centro                       | Sindaco             | [ 14 ] |
| 14 giugno 1999    | 24 aprile 2004    | Lucio Barani         | centro-sinistra              | Sindaco             | [ 14 ] |
| 15 maggio 2004    | 15 giugno 2004    | Samuele De Lucia     | -                            | Comm. pref.         | [ 14 ] |
| 15 giugno 2004    | 8 giugno 2009     | Roberto Simoncini    | Unione di Centro             | Sindaco             | [ 14 ] |
| 8 giugno 2009     | 24 ottobre 2013   | Roberto Simoncini    | lista civica                 | Sindaco             | [ 14 ] |
| 24 ottobre 2013   | 26 maggio 2014    | Franca Rosa          | -                            | Comm. straordinario | [ 14 ] |
| 26 maggio 2014    | 13 settembre 2016 | Silvia Magnani       | lista civica Noi per Aulla   | Sindaco             | [ 14 ] |
| 14 settembre 2016 | 12 giugno 2017    | Simonetta Castellani | -                            | Comm. pref.         | [ 14 ] |
| 12 giugno 2017    | in carica         | Roberto Valettini    | lista civica Aulla nel cuore | Sindaco             | [ 15 ] |

### Gemellaggi
- Villerupt

## Sport
Ha sede nel comune la società di atletica Atletica Lunigiana Aulla. 
In passato, esisteva la società di calcio U.S. Aullese 1919, che raggiunse il suo culmine con il campionato di serie C.

### Impianti sportivi
Lo stadio cittadino, il Luigi Quartieri, può contenere fino ad un massimo di 1 000 spettatori.
Nel 2002 è stato costruito un impianto di atletica leggera per ospitare le fasi nazionali dei Giochi Sportivi Studenteschi.